# Symplocos heishanensis
Symplocos heishanensis là một loài thực vật có hoa trong họ Dung. Loài này được Hayata miêu tả khoa học đầu tiên năm 1915.